# Hockey Club Lugano 2010-2011
La stagione 2010-2011 è la 31ª che l'Hockey Club Lugano  gioca nella Lega Nazionale A. Durante la stagione si festeggiano i 70 anni di fondazione del Club.

## Eventi della stagione
Il 5 aprile 2010 muore lo storico preparatore atletico dell'HC Lugano Tiziano Muzio travolto da una valanga durante un'escursione suo Monte Bar.
Il campo di allenamento è svolto ad Arosa dal 16 agosto al 21 agosto 2010. Ci sono 9 partite di preparazione; la prima è il 6 agosto 2010 a Davos contro l'HC Davos.
Il 28 agosto 2010 durante la presentazione ai tifosi della squadra è stata ritirata la maglia nº44 di Andy Näser.
L'8 settembre 2010, Julien Vauclair è stato nominato quale nuovo capitano della squadra. Nuovi anche i capitani alternativi sono Petteri Nummelin e Steve Hirschi.
Il 18 settembre 2010 la società comunica che il difensore statunitense Ben Clymer deve sottoporsi a un'operazione chirurgica al ginocchio infortunato; Clymer sarà assente per tre mesi.
IL 26 ottobre 2010 viene sospeso a tempo indeterminato il giocatore Timo Helbling, dopo che il giocatore aveva reagito in modo plateale alla non vocazione per la partita contro Fribourg-Gottéron decisa dall'Allenatore Philippe Bozon.
Il 17 novembre 2010 durante l'assemblea straordinaria degli azionisti dell'Hockey Club Lugano SA viene approvato un aumento di capitale proprio di 2 milioni di franchi da effettuarsi con la vendita di nuove azioni; così facendo il capitale della società passerà dai attuali 4 milioni a 6 milioni di franchi.
Il 29 novembre 2010 dopo i deludenti risultati e la 11ª posizione in classifica il Lugano decide di esonerare con effetto immediato l'allenatore Philippe Bozon e il suo assistente Sandro Bertaggia. In attesa di trovare un nuovo staff tecnico la squadra viene affidata ad interim a Mike McNamara e Patrick Fischer allenatore e assistente della squadra degli Juniori Elite.

## Staff tecnico
| Head Coach:                | Greg Ireland                         |
| Assistant Coach:           | Patrick Fischer                      |
| Assistant Coach:           | Mike McNamara                        |
| Allenatore Portieri:       | Sylvain Rodrigue                     |
| Team Manager:              | Mirko Bertoli                        |
| Massaggiatore:             | Andy Hüppy                           |
| Fisioterapista:            | Gianni Maffei                        |
| Responsabile Materiale:    | Nicklas Karlsson                     |
| Aiuto Materiale:           | Alain Balmelli                       |
| Coordinatore staff medico: | Andrea Canonica, Claudio A. Redaelli |
| Statistiche:               | Gainluca Prato                       |

## Roster
| N. | Naz.                                     | Ruolo | Nome                 | Anno | Alt. | Peso | Tiro |
| -- | ---------------------------------------- | ----- | -------------------- | ---- | ---- | ---- | ---- |
| 3  | Svizzera (bandiera)                      | D     | Julien Vauclair - C  | 1979 | 184  | 92   | L    |
| 6  | Svizzera (bandiera)                      | D     | Massimo Ronchetti    | 1992 | 188  | 82   | L    |
| 7  | Stati Uniti (bandiera)                   | D     | Ben Clymer -         | 1978 | 183  | 90   | R    |
| 8  | Svizzera (bandiera)                      | D     | Steve Hirschi - A    | 1981 | 180  | 84   | L    |
| 9  | Stati Uniti (bandiera)                   | A     | Josh Hennessy        | 1985 | 183  | 90   | L    |
| 10 | Svizzera (bandiera)                      | A     | Alessio Bertaggia    | 1993 | 171  | 69   | L    |
| 11 | Svizzera (bandiera)                      | D     | Matteo Nodari        | 1987 | 185  | 82   | R    |
| 12 | Svizzera (bandiera)                      | D     | Leandro Profico      | 1990 | 177  | 74   | L    |
| 13 | Svizzera (bandiera)                      | A     | Andrea Grassi        | 1992 | 180  | 75   | L    |
| 14 | Stati Uniti (bandiera)                   | A     | Brady Murray         | 1984 | 176  | 82   | L    |
| 16 | Svizzera (bandiera)                      | D     | Lorenz Kienzle       | 1988 | 181  | 84   | R    |
| 17 | Svizzera (bandiera)                      | A     | Tristan Vauclair     | 1985 | 180  | 80   | L    |
| 19 | Stati Uniti (bandiera)                   | A     | Chris Bourque        | 1986 | 173  | 82   | L    |
| 20 | Svizzera (bandiera)                      | P     | Pasquale Terrazzano  | 1989 | 185  | 78   | L    |
| 22 | Austria (bandiera)                       | D     | Stefan Ulmer         | 1990 | 177  | 75   | R    |
| 26 | Canada (bandiera)                        | A     | Colby Genoway        | 1983 | 185  | 91   | R    |
| 29 | Svizzera (bandiera)                      | P     | David Aebischer      | 1978 | 186  | 85   | L    |
| 32 | Svizzera (bandiera)                      | A     | Sébastien Reuille    | 1981 | 181  | 84   | L    |
| 33 | Finlandia (bandiera)                     | D     | Petteri Nummelin - A | 1972 | 178  | 89   | L    |
| 35 | Canada (bandiera)                        | P     | Sébastien Caron      | 1985 | 185  | 78   | L    |
| 38 | Svizzera (bandiera)                      | A     | Raffaele Sannitz     | 1983 | 187  | 93   | L    |
| 40 | Svizzera (bandiera)                      | D     | Flavien Conne        | 1980 | 177  | 81   | L    |
| 61 | Svizzera (bandiera)                      | A     | Mauro Jörg           | 1990 | 184  | 87   | L    |
| 69 | Svizzera (bandiera) · Croazia (bandiera) | A     | Dario Kostović       | 1980 | 190  | 93   | R    |
| 76 | Svizzera (bandiera) · Canada (bandiera)  | A     | Hnat Domenichelli    | 1976 | 183  | 86   | L    |
| 77 | Canada (bandiera)                        | D     | Mark Popovic         | 1982 | 185  | 93   | L    |
| 79 | Svizzera (bandiera)                      | A     | Oliver Kamber        | 1979 | 178  | 75   | L    |
| 88 | Svizzera (bandiera)                      | A     | Kevin Romy           | 1985 | 182  | 88   | L    |

Legenda: P=Portiere; D=Difensore; A=Attaccante; L=Sinistra; R=Destra

## Trasferimenti

### In estate
| Arrivi | Arrivi            | Arrivi                 | Arrivi                 |
| R.     | Nome              | da                     | Modalità               |
| ------ | ----------------- | ---------------------- | ---------------------- |
| D      | Lorenz Kienzle    | ZSC Lions              | Free Agent             |
| D      | Stefan Ulmer      | Spokane Chiefs         | Free Agent             |
| A      | Sébastien Reuille | Rapperswil-Jona Lakers | Free Agent             |
| D      | Ben Clymer        | ERC Ingolstadt         | Free Agent             |
| A      | Josh Hennessy     | Binghamton Sen.s       | Free Agent             |
| A      | Colby Genoway     | Ilves                  | In prova               |
| A      | Codey Burky       | Charlotte Checkers     | Free Agent             |
| A      | Oliver Kamber     | ZSC Lions              | Definitivo             |
| A      | Dario Kostović    | ZSC Lions              | Fine Prestito          |
| A      | Alessio Bertaggia | Lugano U20             | Promosso in 1ª Squadra |
| A      | Andrea Grassi     | Lugano U20             | Promosso in 1ª Squadra |
| D      | Massimo Ronchetti | Lugano U20             | Promosso in 1ª Squadra |

| Partenze | Partenze          | Partenze         | Partenze              |
| R.       | Nome              | a                | Modalità              |
| -------- | ----------------- | ---------------- | --------------------- |
| D        | Johan Åkerman     | Kölner Haie      | Free Agent            |
| D        | Alessandro Chiesa | Zugo             | Free Agent            |
| A        | Bill Thomas       | Florida Panthers | Free Agent            |
| A        | Jeff Hamilton     | Atlant Mytišči   | Free Agent            |
| A        | Boyd Devereaux    |                  | Fine Carriera         |
| A        | Andy Näser        |                  | Fine Carriera         |
| A        | Tommaso Goi       | Sierre           | Risoluzione contratto |
| D        | Andreas Hänni     | Berna            | Definitivo            |

Legenda: P=Portiere; D=Difensore; A=Attacco
Il 19 aprile 2010 l'HC Lugano ingaggia, con contratto valido per una stagione, il trentaduenne statunitense Ben Clymer. Clymer è un difensore completo, è in grado di giocare all'occorrenza anche all'ala.
Il 6 maggio 2010 l'HC Lugano ingaggia, con un contratto valido per una stagione, il venticinquenne attaccante statunitense Josh Hennessy. Hennessy è un centro dotato di eccellente pattinaggio, accelerazione e velocità. Ha disputato in carriera 20 partite in NHL con Ottawa e 369 partite in AHL con un bottino di 123 gol e 153 assist.
Il 11 agosto 2010 il Lugano ingaggia fino al 15 ottobre 2010 a titolo di prova il canadese Colby Genoway. Genoway è un'ala destra che può occupare all'occorrenza anche il ruolo di centro.
Il 28 agosto 2010 è stato ufficializzato l'ingaggio del giovane centro canadese Codey Burky che durante la stagione riceverà il passaporto Svizzero.

### In Stagione
| Arrivi | Arrivi          | Arrivi             | Arrivi                |
| R.     | Nome            | da                 | Modalità              |
| ------ | --------------- | ------------------ | --------------------- |
| D      | Mark Popovic    | Atlanta Thrashers  | Free Agent            |
| A      | Colby Genoway   | Ilves              | Definitivo            |
| P      | Sébastien Caron | Traktor Čeljabinsk | Risoluzione contratto |
| A      | Chris Bourque   | Atlant Mytišči     | Risoluzione contratto |
| A      | Yanick Bodemann | Langenthal         | Prestito              |
| D      | Leandro Profico | Visp               | Fine Prestito         |

| Partenze | Partenze           | Partenze           | Partenze              |
| R.       | Nome               | a                  | Modalità              |
| -------- | ------------------ | ------------------ | --------------------- |
| D        | Leandro Profico    | Visp               | Prestito              |
| A        | Roman Schlagenhauf | Bienne             | Risoluzione contratto |
| D        | Timo Helbling      | Oulun Kärpät       | Risoluzione contratto |
| A        | Yanick Bodemann    | Langenthal         | Fine prestito         |
| A        | Codey Burky        | Thurgau            | Prestito              |
| A        | Randy Robitaille   | S. Antonio Rampage | Risoluzione contratto |

Legenda: P=Portiere; D=Difensore; A=Attacco
Per sopperire all'assenza di Clymer il 21 settembre 2010 il Lugano ingaggia il difensore canadese Mark Popovic con un contratto fino a fine stagione.
Il 30 settembre 2010 il Lugano comunica che non farà valete l'opzione per il prolungamento del contratto del canadese Colby Genoway che il 15 ottobre 2010 farà rientro al suo club d'appartenenza dell'Ilves Tampere. Il 4 ottobre 2010 viene messo sotto contratto fino alla fine della stagione il giovane statunitense Chris Bourque nella stagione 2009-2010 è stato nominato MVP dei Playoffs in American Hockey League.
L'11 ottobre 2010 viene annunciato che contrariamente a quanto annunciato il 30 settembre l'attaccante canadese Colby Genowey resta a Lugano fino al termine della stagione; lo stesso giorno viene annunciato che il giovane Leandro Profico è stato prestato al EHC Visp fino alla fine del mese di ottobre;
mentre il 12 ottobre 2010 l'attaccante Roman Schlagenhauf viene ceduto all'EHC Biel.
Timo Helbling firma con la squadra finlandese dell'Oulun Kärpät un contratto valido fino a fine stagione l'11 novembre 2010; mentre il 15 novembre 2010 HC lugano mette sotto contratto il portiere canadese Sébastien Caron proveniente dalla squadra russa del Traktor Celjabinsk.
Il 19 novembre 2010 per sopperire alle numerose assenze il Club bianconero prende in prestito per alcune partite l'attaccante svizzero Yanick Bodemann dal club di LNB del SC Langenthal.
Il 17 dicembre 2010 l'HC Lugano cede in prestito al club di LNB del HC Thurgau l'attaccante canadese Codey Burky.

## Risultati

### Precampionato
Partite di preparazione (4-0-0-5; Casa 1-0-0-0; Trasferta 3-0-0-5) (4-3-2)
| Davos 6 agosto 2010 | HC Davos | 4 – 5 (0-1, 1-0, 3-4) referto | HC Lugano | Vaillant Arena |

| Engelberg 9 agosto 2010 | Metallurg Magnitogorsk | 3 – 2 (2-0, 1-1, 0-1) referto | HC Lugano | Eishalle |

| Langnau 13 agosto 2010 | SCL Tigers | 1 – 3 (0-0, 1-1, 0-2) referto | HC Lugano | Ilfis Stadium |

| Arosa 17 agosto 2010 | SC Langenthal | 4 – 3 (d.t.r.) (1-0, 2-2, 0-1, 0-0) referto | HC Lugano | Eishalle |

| Arosa 18 agosto 2010 | Severstal Cherepovets | 0 – 5 (0-3, 0-1, 0-1) referto | HC Lugano | Eishalle |

| Rapperswil-Jona 21 agosto 2010 | Rapperswil-Jona Lakers | 7 – 5 (2-1, 1-3, 4-1) referto | HC Lugano | Diners Club Arena |

| Lugano 28 agosto 2010 | HC Lugano | 6 – 2 (0-1, 4-1, 2-0) referto | Banská Bystrica | Resega |

| Lenzerheide 2 settembre 2010 | EHC Biel | 4 – 3 (d.t.r.) (1-0, 1-2, 1-1, 0-0) referto | HC Lugano | Eishalle |

| Seewen 4 settembre 2010 | Fribourg-Gottéron | 2 – 0 (0-0, 2-0, 0-0) referto | HC Lugano | Eishalle |

### Stagione regolare
Settembre 2010 (3-5-0; Casa 2-2-0; Trasferta 1-3-0)
| Lugano 10 settembre 2010 | HC Lugano | 4 – 3 (3-1 0-1 1-1) referto | ZSC Lions | Resega (4'150 spett.) |

| Ginevra 11 settembre 2010 | Genève-Servette | 3 – 2 (1-0, 1-0, 1-2) referto | HC Lugano | Patinoire des Vernets (6 453 spett.) |

| Bienne 17 settembre 2010 | EHC Biel | 5 – 0 (2-0, 1-0, 2-0) referto | HC Lugano | Eisstadion Biel (4 115 spett.) |

| Lugano 18 settembre 2010 | HC Lugano | 5 – 0 (2-0, 2-0, 1-0) referto | EV Zug | Resega (4 442 spett.) |

| Lugano 21 settembre 2010 | HC Lugano | 3 – 5 (2-2, 1-2, 0-1) referto | HC Davos | Resega (4 010 spett.) |

| Quinto 24 settembre 2010 | HC Ambrì-Piotta | 1 – 6 (0-2, 1-3, 0-1) referto | HC Lugano | Pista Valascia (6 500 spett.) |

| Lugano 25 settembre 2010 | HC Lugano | 2 – 3 (1-1, 0-0, 1-2) referto | Kloten Flyers | Resega (4 500 spett.) |

| Rapperswil-Jona 28 settembre 2010 | Rapperswil-Jona Lakers | 4 – 1 (3-1, 1-0, 0-0) referto | HC Lugano | Diners Club Arena (3 864 spett.) |

Ottobre 2010 (4-5-3; Casa 2-3-1; Trasferta 2-2-2)
| Langnau 1º ottobre 2010 | SCL Tigers | 2 – 3 (d.t.r.) (0-1, 0-1, 2-0, 0-0, 0-1) referto | HC Lugano | Ilfis Stadium (5 207 spett.) |

| Lugano 2 ottobre 2010 | HC Lugano | 1 – 3 (0-0, 0-2, 1-1) referto | SC Bern | Resega (4 850 spett.) |

| Zugo 5 ottobre 2010 | EV Zug | 3 – 2 (d.t.s.) (1-0, 0-1, 1-1, 1-0) referto | HC Lugano | Eishalle Herti (5 855 spett.) |

| Lugano 8 ottobre 2010 | HC Lugano | 0 – 1 (d.t.r.) (0-0, 0-0, 0-0, 0-1) referto | Fribourg-Gottéron | Resega (4 135 spett.) |

| Lugano 13 ottobre 2010 | HC Lugano | 6 – 0 (1-0, 2-0, 3-0) referto | HC Ambrì-Piotta | Resega (7 125 spett.) |

| Lugano 15 ottobre 2010 | HC Lugano | 2 – 4 (1-1, 1-1, 0-2) referto | SCL Tigers | Resega (3 348 spett.) |

| Berna 16 ottobre 2010 | SC Bern | 3 – 2 (d.t.r.) (0-1, 2-1, 0-0, 1-0) referto | HC Lugano | PostFinance Arena (16 847 spett.) |

| Lugano 22 ottobre 2010 | HC Lugano | 5 – 2 (3-0, 0-1, 2-1) referto | EHC Biel | Resega (3 313 spett.) |

| Langnau 23 ottobre 2010 | SCL Tigers | 9 – 1 (3-0, 4-0, 2-1) referto | HC Lugano | Ilfis Stadium (5 191 spett.) |

| Friburgo 26 ottobre 2010 | Fribourg-Gottéron | 4 – 0 (2-0, 2-0, 0-0) referto | HC Lugano | Patinoire Saint-Léonard (6 900 spett.) |

| Kloten 29 ottobre 2010 | Kloten Flyers | 3 – 6 (1-1, 1-2, 1-3) referto | HC Lugano | Eishalle Schluefweg (5 627 spett.) |

| Lugano 30 ottobre 2010 | HC Lugano | 4 – 5 (0-2, 1-1, 3-2) referto | Rapperswil-Jona Lakers | Resega (3 315 spett.) |

Novembre 2010 (2-5-1; Casa 2-2-1; Trasferta 0-3-0)
| Lugano 2 novembre 2010 | HC Lugano | 0 – 8 (0-2, 0-3, 0-3) referto | EV Zug | Resega (3 288 spett.) |

| Lugano 5 novembre 2010 | HC Lugano | 1 – 2 (d.t.s.) (0-1, 1-0, 0-0, 0-1) referto | Genève-Servette | Resega (3 177 spett.) |

| Zurigo 6 novembre 2010 | ZSC Lions | 6 – 2 (3-1, 3-1, 0-0) referto | HC Lugano | Hallenstadion (10 550 spett.) |

| Davos 19 novembre 2010 | HC Davos | 4 – 0 (2-0, 2-0, 0-0) referto | HC Lugano | Vaillant Arena (4 511 spett.) |

| Lugano 20 novembre 2010 | HC Lugano | 4 – 2 (0-0, 2-0, 2-2) referto | HC Ambrì-Piotta | Resega (7 243 spett.) |

| Lugano 26 novembre 2010 | HC Lugano | 2 – 5 (1-1, 1-1, 0-3) referto | HC Davos | Resega (3 328 spett.) |

| Biel 27 novembre 2010 | EHC Biel | 3 – 2 (1-0, 0-2, 2-0) referto | HC Lugano | Eisstadion Biel (4 418 spett.) |

| Lugano 30 novembre 2010 | HC Lugano | 3 – 2 (d.t.r.) (0-1, 1-0, 1-1, 0-0, 1-0) referto | ZSC Lions | Resega (2 971 spett.) |

Dicembre 2010 (1-5-1; Casa 1-1-1; Trasferta 0-4-0)
| Lugano 3 dicembre 2010 | HC Lugano | 5 – 0 (3-0, 2-0, 0-0) referto | SCL Tigers | Resega (3 188 spett.) |

| Langnau 4 dicembre 2010 | SCL Tigers | 4 – 2 (0-1, 2-1, 2-0) referto | HC Lugano | Ilfis Stadium (4 891 spett.) |

| Zugo 7 dicembre 2010 | EV Zug | 4 – 2 (1-1, 1-1, 2-0) referto | HC Lugano | Bossard Arena (6 093 spett.) |

| Lugano 10 dicembre 2010 | HC Lugano | 1 – 2 (d.t.s.) (0-0, 1-0, 0-1, 0-1) referto | Kloten Flyers | Resega (3 208 spett.) |

| Ginevra 11 dicembre 2010 | Genève-Servette | 3 – 1 (0-1, 1-0, 2-0) referto | HC Lugano | Patinoire des Vernets (7 040 spett.) |

| Lugano 21 dicembre 2010 | HC Lugano | 2 – 3 (0-2, 0-0, 2-1) referto | Rapperswil-Jona Lakers | Resega (2 360 spett.) |

| Quinto 23 dicembre 2010 | HC Ambrì-Piotta | 4 – 2 (1-1, 1-0, 2-1) referto | HC Lugano | Pista Valascia (6 199 spett.) |

Gennaio 2011 (5-4-0; Casa 2-3-0; Trasferta 3-1-0)
| Zugo 2 gennaio 2011 | EV Zug | 1 – 2 (d.t.s.) (0-1, 1-0, 0-0, 0-1) referto | HC Lugano | Bossard Arena (7 015 spett.) |

| Lugano 4 gennaio 2011 | HC Lugano | 1 – 5 (0-1, 0-2, 1-2) referto | Genève-Servette | Resega (3 052 spett.) |

| Berna 8 gennaio 2011 | SC Bern | 4 – 2 (1-0, 3-1, 0-1) referto | HC Lugano | PostFinance Arena (16 016 spett.) |

| Lugano 9 gennaio 2011 | HC Lugano | 4 – 1 (0-1, 1-0, 3-0) referto | EV Zug | Resega (3 216 spett.) |

| Zurigo 14 gennaio 2011 | ZSC Lions | 0 – 5 (0-1, 0-3, 0-1) referto | HC Lugano | Hallenstadion (7 472 spett.) |

| Lugano 15 gennaio 2011 | HC Lugano | 4 – 3 (d.t.s.) (2-2, 1-1, 0-0, 1-0) referto | SCL Tigers | Resega (3 417 spett.) |

| Lugano 21 gennaio 2011 | HC Lugano | 2 – 4 (1-2, 0-1, 1-1) referto | HC Ambrì-Piotta | Resega (7 532 spett.) |

| Kloten 22 gennaio 2011 | Kloten Flyers | 4 – 5 (d.t.r.) (1-2, 1-2, 2-0, 0-1) referto | HC Lugano | Kolping Arena (5 855 spett.) |

| Lugano 29 gennaio 2011 | HC Lugano | 1 – 2 (0-0, 0-0, 1-2) referto | SC Bern | Resega (6 578 spett.) |

Febbraio 2011 (4-2-0; Casa 2-0-0; Trasferta 2-2-0)
| Quinto 4 febbraio 2010 | HC Ambrì-Piotta | 2 – 3 (d.t.s.) (2-0, 0-1, 0-1, 0-1) | HC Lugano | Pista Valascia (6252 spett.) |

| Lugano 5 febbraio 2011 | HC Lugano | 6 – 3 (1-3, 1-1, 4-1) referto | Fribourg-Gottéron | Resega (3 118 spett.) |

| Davos 15 febbraio 2011 | HC Davos | 4 – 1 (3-0, 0-1, 1-0) referto | HC Lugano | Vaillant Arena (4 576 spett.) |

| Rapperswil-Jona 18 febbraio 2011 | Lakers | 3 – 2 (2-1, 1-1, 0-0) referto | HC Lugano | Diners Club Arena (4 087 spett.) |

| Lugano 19 febbraio 2011 | HC Lugano | 5 – 4 (2-1, 2-0, 1-3) referto | EHC Biel | Resega (2 626 spett.) |

| Friburgo 22 febbraio 2011 | Fribourg-Gottéron | 2 – 3 (d.t.s.) (2-2, 0-0, 0-0, 0-1) referto | HC Lugano | Patinoire Saint-Léonard (6 300 spett.) |

### Play Out
Primo TurnoHC Lugano - Rapperswil-Jona Lakers 4 - 0
| Lugano 26 febbraio 2011 | HC Lugano | 4 – 1 (1-0 1-0 2-1) referto | Lakers | Resega (3 088 spett.) |

| Rapperswil-Jona 1º marzo 2011 | Lakers | 1 – 4 (1-1, 0-3, 0-0) referto | HC Lugano | Diners Club Arena (3 921 spett.) |

| Lugano 3 marzo 2011 | HC Lugano | 5 – 3 (3-0 1-1 1-2) referto | Lakers | Resega (2 747 spett.) |

| Rapperswil-Jona 5 marzo 2011 | Lakers | 2 – 3 (d.t.s.) (0-0, 2-1, 0-1, 0-1) referto | HC Lugano | Diners Club Arena (3 714 spett.) |

## Statistiche

### Squadra
| Competizione | Stagione regolare | Stagione regolare | Stagione regolare | Stagione regolare | Stagione regolare | Stagione regolare | Stagione regolare | Stagione regolare | Playout | Playout | Playout | Playout | Playout | Playout | Playout |
| Competizione | PG                | Pt                | V                 | VS                | P                 | PS                | GF                | GS                | PG      | V       | VS      | P       | PS      | GF      | GS      |
| ------------ | ----------------- | ----------------- | ----------------- | ----------------- | ----------------- | ----------------- | ----------------- | ----------------- | ------- | ------- | ------- | ------- | ------- | ------- | ------- |
| NLA          | 50                | 55                | 12                | 7                 | 26                | 5                 | 130               | 159               | 4       | 4       | 0       | 0       | 0       | 16      | 7       |
| Totale       | 50                | -                 | 12                | 7                 | 26                | 5                 | 130               | 159               | 4       | 4       | 0       | 0       | 0       | 16      | 7       |

### Giocatori[22]
| Giocatore          | Stagione regolare | Stagione regolare | Stagione regolare | Stagione regolare | Stagione regolare | Playout | Playout | Playout | Playout | Playout | Totale | Totale | Totale | Totale | Totale |
| Giocatore          | P                 | G                 | A                 | Pt                | PIM               | P       | G       | A       | Pt      | PIM     | P      | G      | A      | Pt     | PIM    |
| ------------------ | ----------------- | ----------------- | ----------------- | ----------------- | ----------------- | ------- | ------- | ------- | ------- | ------- | ------ | ------ | ------ | ------ | ------ |
| Hnat Domenichelli  | 48                | 16                | 27                | 43                | 16                | 4       | 3       | 1       | 4       | 0       | 52     | 19     | 28     | 47     | 16     |
| Chris Bourque      | 39                | 14                | 19                | 33                | 24                | 2       | 1       | 4       | 5       | 0       | 41     | 15     | 23     | 38     | 24     |
| Colby Genoway      | 41                | 12                | 18                | 30                | 80                | 4       | 1       | 6       | 7       | 12      | 45     | 13     | 24     | 37     | 92     |
| Julien Vauclair    | 40                | 12                | 7                 | 19                | 38                | 4       | 1       | 3       | 4       | 27      | 44     | 13     | 10     | 23     | 65     |
| Steve Hirschi      | 41                | 5                 | 13                | 18                | 38                | 3       | 2       | 3       | 5       | 8       | 44     | 7      | 16     | 23     | 46     |
| Oliver Kamber      | 49                | 7                 | 11                | 18                | 30                | 4       | 2       | 0       | 2       | 2       | 53     | 9      | 11     | 20     | 32     |
| Mark Popovic       | 33                | 4                 | 12                | 16                | 20                | 4       | 0       | 4       | 4       | 2       | 30     | 4      | 16     | 20     | 22     |
| Josh Hennessy      | 36                | 9                 | 10                | 19                | 22                | 1       | 0       | 0       | 0       | 0       | 37     | 9      | 10     | 19     | 22     |
| Kevin Romy         | 48                | 8                 | 11                | 19                | 24                | 2       | 0       | 0       | 0       | 2       | 50     | 8      | 11     | 19     | 24     |
| Petteri Nummelin   | 29                | 3                 | 15                | 18                | 18                | 1       | 0       | 1       | 1       | 0       | 30     | 3      | 16     | 19     | 18     |
| Sébastien Reuille  | 46                | 7                 | 7                 | 14                | 6                 | 4       | 1       | 1       | 2       | 4       | 50     | 8      | 8      | 16     | 10     |
| Flavien Conne      | 46                | 4                 | 11                | 15                | 32                | 4       | 0       | 0       | 0       | 4       | 50     | 4      | 11     | 15     | 36     |
| Tristan Vauclair   | 48                | 2                 | 12                | 14                | 14                | 4       | 1       | 0       | 1       | 4       | 52     | 3      | 12     | 15     | 18     |
| Raffaele Sannitz   | 40                | 5                 | 8                 | 13                | 38                | 4       | 1       | 0       | 1       | 12      | 44     | 6      | 8      | 14     | 50     |
| Brady Murray       | 25                | 5                 | 5                 | 10                | 10                | 4       | 2       | 1       | 3       | 0       | 29     | 7      | 6      | 13     | 10     |
| Mauro Jörg         | 50                | 3                 | 9                 | 12                | 26                | 4       | 0       | 0       | 0       | 2       | 54     | 3      | 9      | 12     | 28     |
| Lorenz Kienzle     | 45                | 2                 | 6                 | 8                 | 24                | 4       | 0       | 1       | 1       | 4       | 54     | 2      | 7      | 9      | 28     |
| Stefan Ulmer       | 45                | 2                 | 5                 | 7                 | 16                | 3       | 0       | 0       | 0       | 2       | 54     | 2      | 5      | 7      | 18     |
| Dario Kostović     | 44                | 2                 | 3                 | 5                 | 41                | 4       | 0       | 0       | 0       | 0       | 48     | 2      | 3      | 5      | 41     |
| Leandro Profico    | 13                | 1                 | 2                 | 3                 | 0                 | 4       | 1       | 1       | 2       | 2       | 17     | 2      | 3      | 5      | 2      |
| Alessio Bertaggia  | 29                | 1                 | 3                 | 4                 | 4                 | 3       | 0       | 0       | 0       | 0       | 32     | 1      | 3      | 4      | 4      |
| Andrea Grassi      | 26                | 2                 | 0                 | 2                 | 4                 | 2       | 0       | 0       | 0       | 0       | 30     | 2      | 0      | 2      | 4      |
| Matteo Nodari      | 46                | 1                 | 0                 | 1                 | 38                | 4       | 0       | 1       | 1       | 4       | 50     | 1      | 1      | 2      | 42     |
| Roman Schlagenhauf | 11                | 0                 | 1                 | 1                 | 12                | -       | -       | -       | -       | -       | 11     | 0      | 1      | 1      | 12     |
| Timo Helbling      | 17                | 0                 | 0                 | 0                 | 26                | -       | -       | -       | -       | -       | 17     | 0      | 0      | 0      | 26     |
| Massimo Ronchetti  | 3                 | 0                 | 0                 | 0                 | 0                 | -       | -       | -       | -       | -       | 1      | 0      | 0      | 0      | 0      |
| Lorenzo Marcati    | 1                 | 0                 | 0                 | 0                 | 2                 | -       | -       | -       | -       | -       | 1      | 0      | 0      | 0      | 2      |
| Dario Simion       | 1                 | 0                 | 0                 | 0                 | 0                 | -       | -       | -       | -       | -       | 1      | 0      | 0      | 0      | 0      |
| Yanick Bodemann    | 1                 | 0                 | 0                 | 0                 | 0                 | -       | -       | -       | -       | -       | 1      | 0      | 0      | 0      | 0      |

### Portieri[22]
| Giocatore           | Stagione regolare | Stagione regolare | Stagione regolare | Playout | Playout | Playout |
| Giocatore           | P                 | GAA               | SVS%              | P       | GAA     | SVS%    |
| ------------------- | ----------------- | ----------------- | ----------------- | ------- | ------- | ------- |
| Sébastien Caron     | 14                | 2,55              | ,910              | 4       | 1,69    | -       |
| David Aebischer     | 36                | 3,10              | ,885              | -       | -       | -       |
| Pasquale Terrazzano | 3                 | 5,54              | ,801              | -       | -       | -       |